# Vaccinium brevipedicellatum
Vaccinium brevipedicellatum là một loài thực vật có hoa trong họ Thạch nam. Loài này được C.Y. Wu ex W.P. Fang & Z.H. Pan miêu tả khoa học đầu tiên năm 1981.